# Jauca 1
Jauca 1 es un barrio ubicado en el municipio de Santa Isabel en el estado libre asociado de Puerto Rico. En el Censo de 2010 tenía una población de 2177 habitantes y una densidad poblacional de 71,06 personas por km².

## Geografía
Jauca 1 se encuentra ubicado en las coordenadas 17°55′36″N 66°21′8″O / 17.92667, -66.35222. Según la Oficina del Censo de los Estados Unidos, Jauca 1 tiene una superficie total de 30.64 km², de la cual 7.52 km² corresponden a tierra firme y (75.46%) 23.12 km² es agua.

## Demografía
Según el censo de 2010, había 2177 personas residiendo en Jauca 1. La densidad de población era de 71,06 hab./km². De los 2177 habitantes, Jauca 1 estaba compuesto por el 70.33% blancos, el 19.38% eran afroamericanos, el 0.87% eran amerindios, el 0.05% eran asiáticos, el 7.49% eran de otras razas y el 1.88% pertenecían a dos o más razas. Del total de la población el 99.72% eran hispanos o latinos de cualquier raza.